# Sultan Masud Mirza
Sultan Masud Mirza fou un príncep timúrida, fill de Suyurghatmish, net de Xah-Rukh i besnet de Tamerlà. Va succeir el seu pare Suyurghatmish en els seus governs de Kandahar, Gazni, Kabul, Badakhxan i Balkh. Fou conegut com a Masud Kabuli perquè va tenir com a centre a Kabul i el Zabulistan. No es coneix gran cosa del seu govern. Fou deposat pel seu avi el 1339 o 1440 i el va succeir el seu germà Karatshar.